# ペーソス (バンド)
ペーソス（PATHOS）は日本の音楽バンド。

## 概要
島本・岩田のデュオとして2003年に結成・デビュー。2013年、ボーイズ・バラエティー協会に加入。

## メンバー
島本慶（1952年（昭和27年）6月24日 -）
ボーカル・作詞・ハーモニカ担当。
1952年生まれのいわゆる「しらけ世代」。齢50を過ぎて突然、頭の中に歌が溢れ出し、歌手になることを決意。2003年10月、ペーソスとしてCDデビューを果たす。
風俗ライター「舐達磨親方（なめだるまおやかた）」名義で好事家の支持を集め、今も新聞や雑誌に記事を書く仕事を続けているが、いつかは道行く人に歌手として握手を求められるようになりたいと願う、元祖・哀愁おやぢ。
末井、岩田とは1975年に島本が編集したミニコミ誌『感電キング』以来の付き合いで、同誌の執筆陣は、後に末井が編集した『ウィークエンドスーパー』『写真時代』へ繋がっている。
米内山尚人（1981年（昭和56年）2月18日 -）
ギター・バンマス担当（2011年 -）。
1981年生のいわゆる「草食系男子」。専門学校卒業後、さまざまな演劇音楽や映像音楽を手がけてきた。夜の酒場で偶然隣り合わせたオヤジ（島本）に、つい『ギターが弾ける』と言ってしまったところ、一緒にやってくれと泣いて頼まれ、断れなくなり、2011年9月より、ペーソス二代目のギタリストとなる。
修行僧のようなひたむきさと静謐さを持つ、若おやぢ。
スマイリー井原（1965年（昭和40年）4月21日 -）
専属司会（2004年 -）。
1965年生のいわゆる「新人類」。勤め先の上司に「会社を辞めてくれ」と真顔で言われる落ちこぼれサラリーマンだったが、唯一の取り柄の話術を買われて、2004年2月からペーソス専属司会者となる。
冷静なツッコミ役を務めるが、実は人見知りで引きこもりの、オタクおやぢ。
末井昭（1948年（昭和23年）6月14日 -）
テナーサックス担当。
1948年生のいわゆる「団塊の世代」。80年代サブカルチャーをリードした『写真時代』や、初のパチンコ攻略誌『パチンコ必勝ガイド』などを世に送り出した名編集者。島本慶とは、編集者とライターとの関係から、友だち、兄弟のようになって、30年以上の付き合い。
2012年10月、自らの手で大きく育て上げた白夜書房を退社。60代半ばにして、「好きなサックス一本で生きていく、ペーソスに全てを捧げる」という無謀な決断をした、痛快バカおやぢ。
※2016年10月23日に「生前退位時々復活宣言」を行い準メンバーに。ライブスケジュールでの出演確認が必要。
近藤哲平（1975年（昭和50年）12月22日 -）
アルバート式クラリネット担当（2017年 -）。
1975年生まれのいわゆる「団塊ジュニア」。米国ニューオーリンズ大学でジャズを学んだ音楽エリートだが、セオリー無視のペーソス楽曲に衝撃を受け、加入を決意。2017年から正式メンバーとなった。
その高い音楽性を、ペーソスに生かせるのか? 表街道からついつい裏道へ潜り込んでしまった、迷走おやぢ。
※ライブスケジュールでの出演確認が必要。

### 旧メンバー
岩田次男（1953年（昭和28年）1月26日 -）
ギター・作曲担当（- 2011年）。
生まれた頃「お富さん」が大流行していて今も耳から離れず、音楽体験の原点となる。
その後上京、マンガ・イラスト、レイアウトなどしつつ50歳を迎える。※ペーソス結成当時の年齢
好きな歌手はジャックス、小沢昭一、オーティス・クレイ。

## その他メディア

### 書籍
- 血糖値が高いから-人生の機微に触れまくる哀愁エッセイ（2008年（平成20年）9月27日初版発行）著/ペーソス[島本慶+岩田次男+スマイリー井原　出版社/バジリコ
- にっぽんのペーソス　平成→令和を歌う特殊歌謡バンドの世界/カンゼン

### CM
- 霧雨の北沢緑道
  - 日本サプリメント豆鼓エキスつぶタイプ（日本サプリメント）TVCMソング（2008年 - ）

### テレビドラマ
- 隕石家族（2020年、フジテレビ） - カフェの客 役